# Francis Barrett

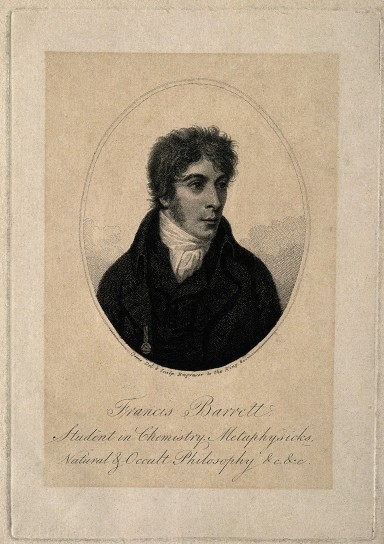
Francis Barrett

Francis Barrett (* 18. Dezember 1774 in Marylebone, London (Zeit und Ort unsicher); † um oder vor 1830) war ein englischer Okkultist. Er wurde bekannt durch sein 1801 erschienenes Buch The Magus, der Magier, das eine Rolle in der Wiederbelebung der Magie in England im 19. Jahrhundert spielte.

## Leben

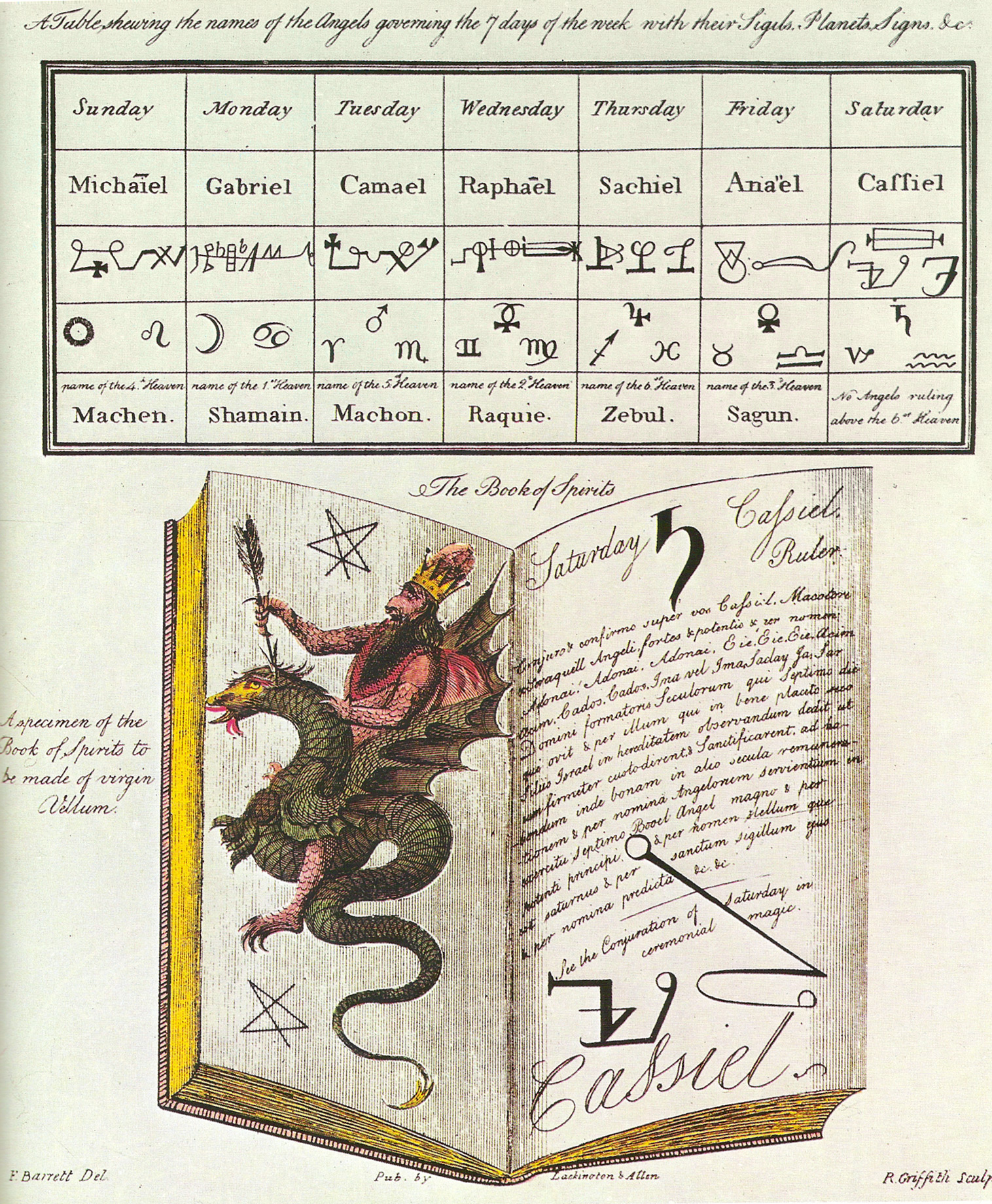
Die sieben planetarischen Geister und das Buch der Geister. Kupferstich aus The Magus (1801)

Über das Leben Barretts ist relativ wenig bekannt. In seiner Biographie The flying sorcerer kommt Francis X. King anhand von Indizien zur Vermutung, dass ein Francis und eine Ann Barrett die Eltern gewesen sein könnten. Demnach wäre er am 18. Dezember 1774 in Marylebone (London) geboren. Er habe eine Lehre als Apotheker gemacht und eine Tätigkeit an der Meeresküste, vielleicht als Gehilfe eines Chirurgen, ausgeübt. Im Januar 1800 heiratete er Grace Hodges und im darauffolgenden Jahr wurde er Vater eines Sohnes, der ebenfalls den Namen Francis trug. Bekannt bzw. berüchtigt wurde er zuerst nicht durch sein 1801 veröffentlichtes Hauptwerk The Magus, sondern durch mehrere fehlgeschlagene Ballonfahrten in Greenwich und Swansea im Jahr 1802. Für die Zeit danach ist nichts mehr überliefert, außer einem Gerücht, dass er in den Vereinigten Staaten ums Leben gekommen sei, und einer Notiz in einem vom Wellcome Institute aufbewahrten Manuskript, wonach er vor den 1830er Jahren gestorben sein müsste.

## Werk
Das Buch The Magus, or Celestial Intelligencer beruht auf einer Vielfalt von magischen Texten der Renaissance und der christlichen Kabbala. Barrett kompilierte aus ihnen als erster seit Agrippa von Nettesheim ein zusammenhängendes magisches System.
Es enthält eine Reihe von Illustrationen im damals beliebten gotischen Stil.
Barrett gründete wahrscheinlich eine magische Gesellschaft, für die er in The Magus Werbung machte. Der Okkultismus-Forscher Montague Summers schrieb in diesem Zusammenhang: „Mir wurde berichtet, daß Francis Barrett tatsächlich eine kleine Gemeinschaft von Menschen begründet hat, die diese dunklen und tiefen Mysterien studiert haben, und daß es unter seiner Anleitung einige von ihnen auf diesem Wege recht weit gebracht haben ... Zumindest einer von ihnen war ein Absolvent der Universität Cambridge ... Es besteht Grund zu der Annahme, daß er auch noch andere in diese Geheimnisse eingeweiht hat, und noch bis in die jüngste Zeit hinein wurde die Barrett-Tradition in Cambridge aufrechterhalten, allerdings nur im geheimen; seine Lehren wurden an vielversprechende junge Leute weitergegeben.“
Ein zweites Werk The lives of alchemystical philosophers wurde 1815 anonym veröffentlicht, die Autorschaft Barretts ist zweifelhaft.

## Schriften
- The Magus, or Celestial Intelligencer; being a complete system of occult philosophy... London 1801 Text bei sacred-texts.com
- The lives of alchemystical philosophers; with a critical catalogue of books in occult chemistry..., London 1815 Google Books

deutsche Ausgabe:
- Der Magus. Ein vollständiges System der okkulten Philosophie. Schikowski, Berlin 1995

## Nachweise
1. ↑  Alison L. Butler: The Revival of the Occult Philosophy. 2000, S. 24f.
2. ↑  Alison L. Butler: The Revival of the Occult Philosophy. 2000, S. 22f.
3. ↑  Francis X. King: Magie. Eine Bilddokumentation. Frankfurt am Main 1976, S. 17
4. ↑  Francis X. King: Magie. 1976, S. 17

| Personendaten    | Personendaten        |
| ---------------- | -------------------- |
| NAME             | Barrett, Francis     |
| KURZBESCHREIBUNG | britischer Okkultist |
| GEBURTSDATUM     | 18. Dezember 1774    |
| GEBURTSORT       | Marylebone, London   |
| STERBEDATUM      | 19. Jahrhundert      |